# Irene Bau
Irene Bau es una actriz española nacida el 7 de octubre de 1968. Licenciada en la Real Escuela Superior de Arte Dramático (RESAD) en el año 1991, vive en Bilbao.

## Teatro
- 1986 Esperando a Godot de Samuel Beckett, dir: Roberto Negro
- 1987 Los domingos pan congelado de Roberto Negro
- 1988 A puerta cerrada de Jean Paul Sartre, dir: Roberto Negro
- 1989 Informe para una academia de Franz Kafka, dir: Estela Mieres - RESAD
- 1991 Nuestra cocina sobre Arnold Wesker, dir: José Luis Alonso de Santos - RESAD.
- 1992/93 El Pícaro de Fernando Fernán Gómez, dir: Gerardo Malla - PENTACIÓN
- 1996/97 Bienvenida a casa de Neil Simon, dir: G. Malla - PRODUCCIONES TEATRALES CONTEMPORÁNEAS
- 2000/03 Mujeres de Mercè Rodoreda, dir: Mercedes Lezcano - METRÓPOLIS TEATRO
- 2000/03 Otoño en familia de James Saunders, dir: M. Lezcano - METRÓPOLIS TEATRO
- 2002/03 La hermosa gente de William Saroyan, dir: Jorge Santos - PAKIDERMO.
- 2003/04 La Zorra Ilustrada de Ignacio Amestoy, dir: Nagore Navarro - PAKIDERMO.
- 2004 Urbe dir: Kepa Ibarra - GAITZERDI.
- 2004 Monólogos Descompuestos Cía. Tres Tristes Tigres.
- 2005 Pervertimento José Sanchís Sinisterra.  dir: Ramón Ibarra - PAKIDERMO.
- 2005/06 El hombre de los dados  dir: Ramón Barea TXALO PRODUKZIOAK.
- 2006/07 Una hora de radio  dir: N. Navarro - PAKIDERMO.
- 2008 La voz humana de Jean Cocteau, dir: J. Santos
- 2009 Emma (la mujer más peligrosa de América) de Howard Zinn. dir: Ramón Barea - Teatro Arriaga.
- 2011 Ecografías Texto de Karmele Jaio. Dir: Ramón Barea - MAKIESCÉNICA.
- 2013/23 Cabaret Chihuahua Texto y Dirección: Felipe Loza. PABELLÓN 6.
- 2014 Un error de apreciación Texto: José Luis Esteban. Dir: Mikel Martínez. Teatro Breve.
- 2015 Chichinabo Cabaret Texto y Dirección: Felipe Loza. PABELLÓN 6.
- 2016 Historia (casi) de mi vida de Blas de Otero. Dirección: Ramón Barea - MAKIESCÉNICA.
- 2016 Dos delirios sobre Shakespeare. (Julieta en la Cripta) Texto: José Sanchís Sinisterra. Dir: Tomás Muñoz. TEATROS DEL CANAL/TEATRO REAL
- 2017 Buñuel Dramaturgia y Dirección:Ramón Barea- MAKI-BAD-PABELLÓN 6.
- 2020 Las Raíces cortadas Texto: Jerónimo López Mozo Dir: Ramón Barea PABELLÓN 6
- 2021 El Viaje a ninguna parte Texto: Fernando Fernán Gómez. Dir: Ramón Barea - TEATRO ARRIAGA
- 2022 Miguel Hernández que estás en los cielos Texto: Unai Izquierdo. Dirección: Gorka Martín - PABELLÓN 6
- 2023 Las que fueron silencio Texto: Alberto Iglesias. Dirección: Javier Hernández-Simón - MAREA TEATRO

## Zarzuela
- 2001 El asombro de Damasco, dir: Francisco Matilla Teatro Arriaga
- 2004 El caserío, dir: Maribel Belastegi. Teatro Arriaga.

## Dirección
- 2005 Pecata minuta Texto: Ramón Barea
- 2006 Karmele, échame las cartas
- 2006 Cantata y Fuga de Adán y Eva, texto: David Barbero
- 2007 Nunca es tarde, texto: David Barbero

## Cine

### Largometrajes
- 1993 Cómo ser infeliz y disfrutarlo, dir: Enrique Urbizu
- 1994 Todo es mentira, dir: Álvaro Fernández Armero
- 1995 Menos que cero, dir: Ernesto Tellería
- 1996 La fabulosa historia de Diego Marín, dir: Fidel Cordero
- 1997 Quince, dir: Francisco Rodríguez.
- 2005 Zeru Horiek, dir: Aitzpea Goenaga
- 2009 La casa de mi padre, dir: Gorka Merchán
- 2011 Cámera Obscura, dir: Maru Solores
- 2023 El Hoyo II, dir: Galder Gaztelu-Urrutia

### Cortometrajes
- 1993 Cosas que pasan, dir: José Manuel García Hernández
- 1993 Procedimiento rutinario, dir: Fidel Cordero
- 1994 Carrance, dir: J. M. García Hernández
- 1996 El abriguito, dir: J. Blanco
- 1997 A mí quién me manda meterme en esto, dir: Inés París y Daniela Fejerman
- 1997 Cien maneras de hacer el pollo al txilindrón, dir: Kepa Sojo
- 2000 Anabel duerme, dir: Aitor Álvarez
- 2002 Sabor a menta, dir: Aitor Álvarez
- 2004 Lágrimas de luz y sombra, dir: Jorge Barrio
- 2007 Sin aliento, dir: Asier Iza
- 2013 Nire aitaren etxea? Realización y Edición: Irene Bau
- 2014 Malas vibraciones Dir: David Pérez Sañudo

## Televisión
- 1990 Las doce en punta, dir: Joaquín Arozamena, La 2
- 1997 Todos los hombres sois iguales, dir: Jesús Font, Telecinco
- 1999 El súper, dir: Ignacio Mercero, Telecinco
- 2000 Platos sucios, dir: Kepa Sojo, ETB2
- 2001 Siete vidas, Dir: I. Moreno, Telecinco
- 2005 Hospital Central, Capítulo 121, Telecinco
- 2007 Cuenta atrás, Cap. 19. Cuatro
- 2009/12 Cuéntame Cap. 190-197. La 1
- 2022 Intimidad Cap 5-8 Netflix